# Dendrocerus aliberti
Dendrocerus aliberti är en stekelart som först beskrevs av Jean Risbec 1950.  Dendrocerus aliberti ingår i släktet Dendrocerus och familjen trefåresteklar. Inga underarter finns listade i Catalogue of Life.